# بن باس (هنرپیشه)
بن باس (انگلیسی: Ben Bass؛ زادهٔ ۱۴ اوت ۱۹۶۸) یک هنرپیشه، و بازیگر سینما اهل ایالات متحده آمریکا است. وی از سال ۱۹۸۷ میلادی تاکنون مشغول فعالیت بوده‌است.

## گزیده فیلمشناسی
از فیلم‌ها یا برنامه‌های تلویزیونی که وی در آن نقش داشته‌است می‌توان به آثار زیر اشاره کرد.
- خیابان جامپ شماره ۲۱ (۱۹۸۷)
- شهر مرزی (مجموعه تلویزیونی ۱۹۸۹) (۱۹۸۹)
- عروس چاکی (۱۹۹۸)
- مکانی خشک و خنک (۱۹۹۸)
- گدایان و انتخاب‌کنندگان (۱۹۹۹)
- دروازه ستارگان اس‌جی-۱ (۲۰۰۰)
- روز ششم (۲۰۰۰)
- مانک (۲۰۰۲)
- به عجیبی مردم (۲۰۰۵)
- مرز جنون (مجموعه تلویزیونی) (۲۰۰۸)
- پلیس‌های تازه‌کار (۲۰۱۰)
- نجات امید (۲۰۱۷)